# Dinastia Yuan
La dinastia Yuan (en xinès tradicional i simplificat: 元朝; en pinyin: Yuán Cháo), també anomenada la dinastia mongol, regnà a la Xina en el període comprès entre 1271 o 1279 i 1368. Va ésser fundada per Khublai Kan. Aquesta dinastia seguí progressant en la conquesta de la Xina meridional i va anihilar la dinastia Song del Sud. A partir de l'any 1300 la dinastia Yuan va patir desestabilitzacions a causa de les revoltes xineses en resposta a l'ocupació mongola. La va seguir la dinastia Ming.

## Nom i dates de l'inici de la dinastia
Yuan -元－ significa "primer" o "principi". Segons alguns historiadors Khublai Kan va escollir el nom a partir d'una sentència del Yi Jing, "Llibre dels canvis o mutacions" també conegut com a "clàssic dels canvis", llibre filosòfic i oracular escrit l'any 2400 aEC, on hi ha un paràgraf que diu: "dà zai Qián Yuán" - 大 哉 乾 元 － que es pot traduir com "Gran es Qian el Primer!".
La dinastia Yuan va ser una de les més curtes de la història de la Xina. No va durar més de 150 anys, i és una de les poques governades per un grup ètnic no han.
Per alguns historiadors el seu inici se situa a 1234, any en què Ogodei, un dels fills de Genguis Kan va conquerir l'imperi Jin al nord de la Xina. Altres indiquen la data de 1279, any de la caiguda en mans dels mongols de l'imperi dels Song, al sud del país, però a la Xina la data més acceptada i utilitzada per determinar l'inici de la dinastia, és l'any 1271, quan Khublai Kan, net de Genguis Khan, la va proclamar amb un títol "a la xinesa": Yuan.

## Els mongols i la invasió de l'Àsia central i la Xina
Des de finals del segle xii, una minoria ètnica -els mongols- de caràcter tribal, nòmades i caçadors, havia crescut a les estepes del nord de la Xina. Amb una població que segurament no excedia dels dos milions, però amb una important capacitat militar, especialment per la seva cavalleria que li va comportar una forta penetració en tota l'Àsia central, Manxúria, Corea, Iran, Afganistan, Pakistan i part d'Europa (Polònia, Rússia europea, Ucraïna, Romania).
Yesugei, un cap mongol del clan Borjigin va morir quan el seu fill gran Temüjin tenia vuit anys, i la seva família va ser abandonada per la seva tribu a l'estepa mongola. Temüjin va anar creant un petit nombre de seguidors i es va aliar amb Djamuqa i Wang Khan, altres dos caps mongols, en campanyes contra altres tribus mongols, però l'aliança va anar malament i a principis del segle xiii i Temüjin va derrotar Djamuqa i Wang Khan i unificar totes les tribus per dos anys més tard ser nomenat Genguis Kan, que s'ha traduït com "Governant del Món", o "Emperador dels mars"; des de Karakorum va llançar importants ofensives militars arreu, i aviat va establir l'Imperi Mongol. Genguis Kan va organitzar un dels exèrcits més poderosos del món, i aviat va entrar en conflicte amb la dinastia Jin dels Jurchens i l'Imperi tangut al nord de la Xina, que va caure en 1227, i va haver de tractar amb altres dues potències, el Tibet i Kara-khitai.
Abans de la seva mort, Genguis Kan va dividir el seu imperi entre els seus fills i la família immediata, convertint l'Imperi mongol en propietat conjunta de tota la família imperial que, juntament amb l'aristocràcia mongol, constituïen la classe dirigent. Genguis Kan va morir el 18 d'agost de 1227 i en aquell moment l'imperi mongol anava de l'oceà Pacífic al mar Caspi. Genguis Kan havia nomenat seu tercer fill Ogodei, com a hereu, i durant el seu mandat, en 1231 va conquerir l'Iran occidental, en 1234 el nord de la Xina derrotant a la dinastia Jin, va conquerir Corea en 1236, va tenir lloc la Invasió mongola de Rússia entre 1236 i 1240, va establir protectorats sobre Geòrgia en 1236 i Armènia en 1239, i el regne dels búlgars del Volga quedà destruït en 1237.
Mongke va succeir Guyuk, fill d'Ögedei el 1251 i va concedir al seu germà Khublai el control dels territoris en poder dels mongols a la Xina. Kublai va construir escoles per a estudiosos confucians, va emetre paper moneda, va reviure els rituals xinesos i va aprovar polítiques que estimulaven el creixement agrícola i comercial. Va adoptar com a capital d'estiu Kaiping a la Mongòlia Interior, rebatejada com a Xanadú.
El 1258 en un kurultai celebrat a Mongòlia, Möngke va decidir agafar la direcció de la guerra contra els Song personalment. Amb el principal exèrcit mongol va avançar del Shensi a Sichuan l'octubre del 1258 i va conquerir Pao-ning vers desembre del 1258, però tot i grans esforços no va poder conquerir Diaoyucheng, i va morir l'11 d'agost de 1259 de disenteria, que havia agafat durant el setge.
Khublai va continuar els atacs des de l'est baixant de l'Hopei amb un altre exèrcit i assetjava Wu-tcheu (moderna Wu-tchang) al Yang-tse mitjà, enfront de Han Keu al Hopei; al mateix temps el general Uriyangqatai, que havia tornat des del Tonquín al Yunnan a finals del 1257, va passar al Kwangsi on va atacar Kuei-lin, i va seguir cap a Honan per assetjar Tchang-cha. Així els Song es veien atacats pel nord i el sud. En rebre notícies que el seu germà, Arig Boke, havia convocat un kurultai en què havia estat escollit gran kan el juny de 1260. Khublai va signar una treva amb el ministre song Kia Sseu-tao que establí el Yang-tse de frontera, i llavors va tornar al Hopei amb el seu exèrcit.

## La dinastia Yuan

### Regnat de Khublai Kan
L'any 1260 el net de Genguis Khan, Khublai Kan va pujar al tron i després de vèncer en la Guerra Civil Toluida, el 1271 va proclamar la dinastia Yuan i va establir la nova capital a Cambaluc, l'actual Beijing l'any següent. Khublai va prendre va intentar, sense èxit, recuperar el control dels Txagataïdes i Ogodeïdes però la guerra civil juntament amb la guerra Berke-Hulagu i la posterior guerra Kaidu-Kublai havien debilitat molt l'autoritat del gran khan sobre la totalitat de l'Imperi mongol i aquest es va fracturar en quatre khanats separats, cadascun perseguint els seus propis interessos i objectius: el khanat de l'Horda d'Or al nord-oest, el Kanat de Txagatai a l'Àsia central, l'Ilkanat a l'Iran i la dinastia Yuan a la Xina, amb seu a Cambaluc, l'actual Beijing, encara que els emperadors posteriors de la dinastia Yuan eren considerats els sobirans nominals dels kanats occidentals. En 1279 el seu exèrcit va derrotar finalment la dinastia Song que governava el sud del país en la batalla de Yamen.
Khublai Kan va promoure el creixement comercial, científic i cultural. Va donar suport als comerciants de la xarxa comercial de la Ruta de la Seda protegint el sistema postal mongol, construint infraestructures, proporcionant préstecs que finançaven caravanes comercials i fomentant la circulació de bitllets de paper (chao). Durant l'inici de la dinastia Yuan, els mongols van continuar emetent monedes de la dinastia Yuan; tanmateix, sota el regnat de Külüg Khan les monedes van ser completament substituïdes per paper moneda. No va ser fins al regnat de Toghon Temür que el govern de la dinastia Yuan va intentar reintroduir la moneda de coure per a la circulació. La Pax Mongolica, pau mongòlica, va permetre difusió de tecnologies, productes bàsics i cultura entre la Xina i Occident. Kublai va expandir el Gran Canal des del sud de la Xina fins a Daidu al nord. El domini mongol va ser cosmopolita sota Khublai Kan. Va donar la benvinguda a visitants estrangers a la seva cort, com ara el comerciant venecià Marco Polo, que va escriure el relat europeu més influent de la Xina Yuan. Els viatges de Marco Polo van inspirar més tard a molts altres com Cristòfor Colom a traçar un pas cap a la l'Extrem Orient a la recerca de la seva llegendària riquesa.

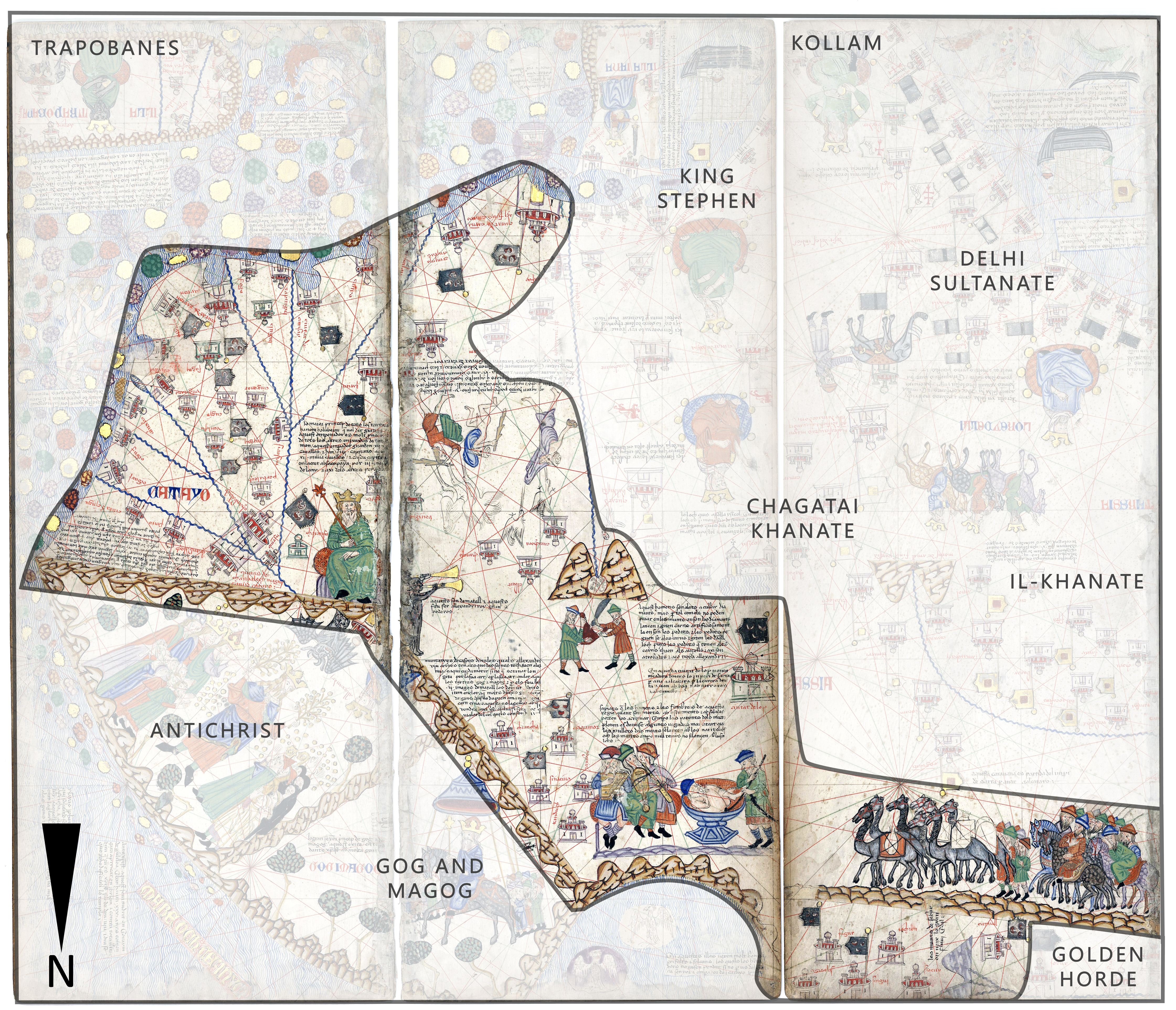
Imperi del Gran Kan ("Catayo" per a Catai) segons l'Atles Català (1375, girat 180°). Xinjiang amb la seva caravana de comerciants apareix a la cantonada inferior dreta, mentre que la costa del Pacífic recorre l'angle superior esquerre. Khublai Kan es veu entronitzat. Una bandera amb tres llunes creixents vermelles apareix a tot el territori.

Després d'enfortir el seu govern al nord de la Xina, Khublai va dur a terme una política expansionista d'acord amb la tradició de l'imperialisme mongol i xinès. Va renovar un impuls massiu contra la dinastia Song cap al sud. Kublai va assetjar el Xiangyang entre 1268 i 1273, l'últim obstacle en el seu camí per capturar la rica conca del riu Yangzi. Es va dur a terme una expedició naval sense èxit contra el Japó el 1274. La família Duan que governava el Regne de Dali a Yunnan es va sotmetre a la dinastia Yuan com a vassalls i se'ls va permetre mantenir el seu tron, ajudant militarment la dinastia Yuan contra la dinastia Song al sud de la Xina.
La família Duan encara governava Dalí de manera relativament independent durant la dinastia Yuan.:146 Els caps Tusi i els líders de les tribus locals i els regnes de Yunnan, Guizhou i Sichuan es van sotmetre al domini de Yuan i se'ls va permetre mantenir els seus títols. La família Han Xinesa Yang governant el Cacicat de Bozhou que va ser reconegut per la dinastia Song i la dinastia Tang també van rebre el reconeixement dels mongols per part de la dinastia Yuan i més tard per part de la dinastia Ming. El clan Luo a Shuixi dirigit per Ahua va ser reconegut pels emperadors Yuan, com ho va ser pels emperadors Song quan les van dirigir els emperadors Pugui i Tang que van ser dirigits per Apei. Descendeixen del rei de l'època dels Tres Regnes, Huoji, que llegendàriament va ajudar a Zhuge Liang contra Meng Huo.:260 També van ser reconeguts per la dinastia Ming.:143
El 1276 Kublai va capturar la capital Song de Hangzhou, la ciutat més rica de la Xina, després de la rendició de l'Emperador Gong de Song del sud de la Dinastia Song del Sud. L'emperador Gong es va casar amb una princesa mongola de la família reial Borjigin de la dinastia Yuan.:213 Els fidels als Song van escapar de la capital i van entronitzar un nen petit com a Emperador Bing de Song, que era el germà petit de l'emperador Gong. Les forces Yuan comandades pel general xinès Han Zhang Hongfan van dirigir una marina majoritàriament Han per derrotar els fidels Song a la batalla de Yamen el 1279. L'últim emperador Song es va ofegar, posant fi a la dinastia Song. La conquesta dels Song va reunir el nord i el sud de la Xina per primera vegada en tres-cents anys.

Mapa de la segona invasió del Vietnam (1285), amb els mongols (negre) atacant des del nord i des del sud.

Amb la dinastia Song ja conquerida, el 1283, durant el regne d'Indravarman V, Kublai Khan va llançar una invasió naval de Txampa que va donar lloc a l'establiment de relacions tributàries entre el regne vietnamita, abans estat tributari de la dinastia Song. Vijaya va ser capturada i saquejada per l'exèrcit Yuan liderat pel comandant mongol Sogetu a principis de 1283 i Indravarman V va decidir pagar tribut i comprar la pau i els mongols van marxar.
L'any 1283 l'imperi Khmer fou amenaçat pel general mongol Sügetü a les ordres de Khublai Khan i el 1285 rei va evitar fer la guerra contra aquest enemic tan poderós pagant-li un tribut anual.
Amb la intenció d'exigir un major tribut i la supervisió directa dels Yuan dels afers locals a Đại Việt i Txampa, els Yuan van llançar una altra invasió el 1285 que no va aconseguir els seus objectius per la seva derrota a la batalla de Chương Dương, però Indravarman V es va fer tributari dels Yuan. Una tercera invasió va tenir lloc el 1287 sent derrotada a la batalla del riu Bạch Đằng i els mongols van retornar a la Xina.

### Successors de Kublai

#### Temür Khan
Kublai va nomenar originalment el seu fill gran, Zhenjin, com a príncep hereu, però va morir abans que Kublai el 1285. Així, el tercer fill de Zhenjin, amb el suport de la seva mare Kökejin i el ministre Bayan, va succeir al tron i va governar com a Temür Khan, o emperador Chengzong, del 1294 al 1307. Temür Khan va decidir mantenir i continuar gran part de la feina iniciada pel seu avi. També va fer la pau amb els khanats mongols occidentals, així com amb països veïns com Đại Việt, que va reconèixer la seva sobirania nominal i va retre homenatges durant unes dècades. Tanmateix, la corrupció a la dinastia Yuan va començar durant el regnat de Temür Khan.

#### Külüg Khan
Külüg Khan (Emperador Wuzong) va arribar al tron després de la mort de Temür Khan. A diferència del seu predecessor, no va continuar el treball de Kublai, rebutjant en gran manera els seus objectius. Va introduir una nova política en les reformes monetàries. Durant el seu breu regnat (1307–11), el govern va caure en dificultats financeres, en part a causa de les males decisions preses per Külüg. Quan va morir, la Xina estava en greus deutes i la cort de Yuan es va enfrontar al descontentament popular.:323

#### Ayurbarwada Buyantu Khan
El quart emperador Yuan, Buyantu Khan (nascut Ayurbarwada), va ser un emperador competent. Va ser el primer emperador Yuan a donar suport i adoptar activament la cultura xinesa després del regnat de Kublai, per a descontent de part de l'elit mongola. Va fer moltes reformes, inclosa la liquidació del Departament d'Afers d'Estat, que va resultar en l'execució de cinc dels funcionaris del rang més alt. A partir de 1313, els exàmens imperials tradicionals van ser reintroduïts per als funcionaris potencials, posant a prova els seus coneixements sobre obres històriques significatives. A més, va codificar gran part de la llei i va publicar o traduir una sèrie de llibres i obres xineses.

#### Gegeen Khan i Yesün Temür
L'Emperador Gegeen Khan, fill i successor d'Ayurbarwada, va governar només dos anys, del 1321 al 1323. Va continuar la política del seu pare per reformar el govern basat en els principis confucians, amb l'ajuda del seu recentment nomenat gran canceller Baiju. Durant el seu regnat, el Da Yuan Tong Zhi, una enorme col·lecció de codis i regulacions de la dinastia Yuan iniciades pel seu pare, es van promulgar formalment. Gegeen va ser assassinat en un cop d'estat que va implicar cinc prínceps d'una facció rival, potser l'elit de l'estepa oposada a les reformes confucianes. Van col·locar Yesün Temür (o Taidingdi) al tron, i, després d'un intent infructuós de calmar els prínceps, també va sucumbir al regicidi.
Abans del regnat de Yesün Temür, la Xina havia estat relativament lliure de rebel·lions populars després del regnat de Kublai. El control dels iuans, però, va començar a trencar-se en aquelles regions habitades per minories ètniques. L'ocurrència d'aquestes revoltes i la posterior supressió van agreujar les dificultats financeres del govern de Yuan. El govern va haver d'adoptar alguna mesura per augmentar els ingressos, com ara vendre oficines, així com reduir la seva despesa en alguns articles.

#### Jayaatu Khan Tugh Temür

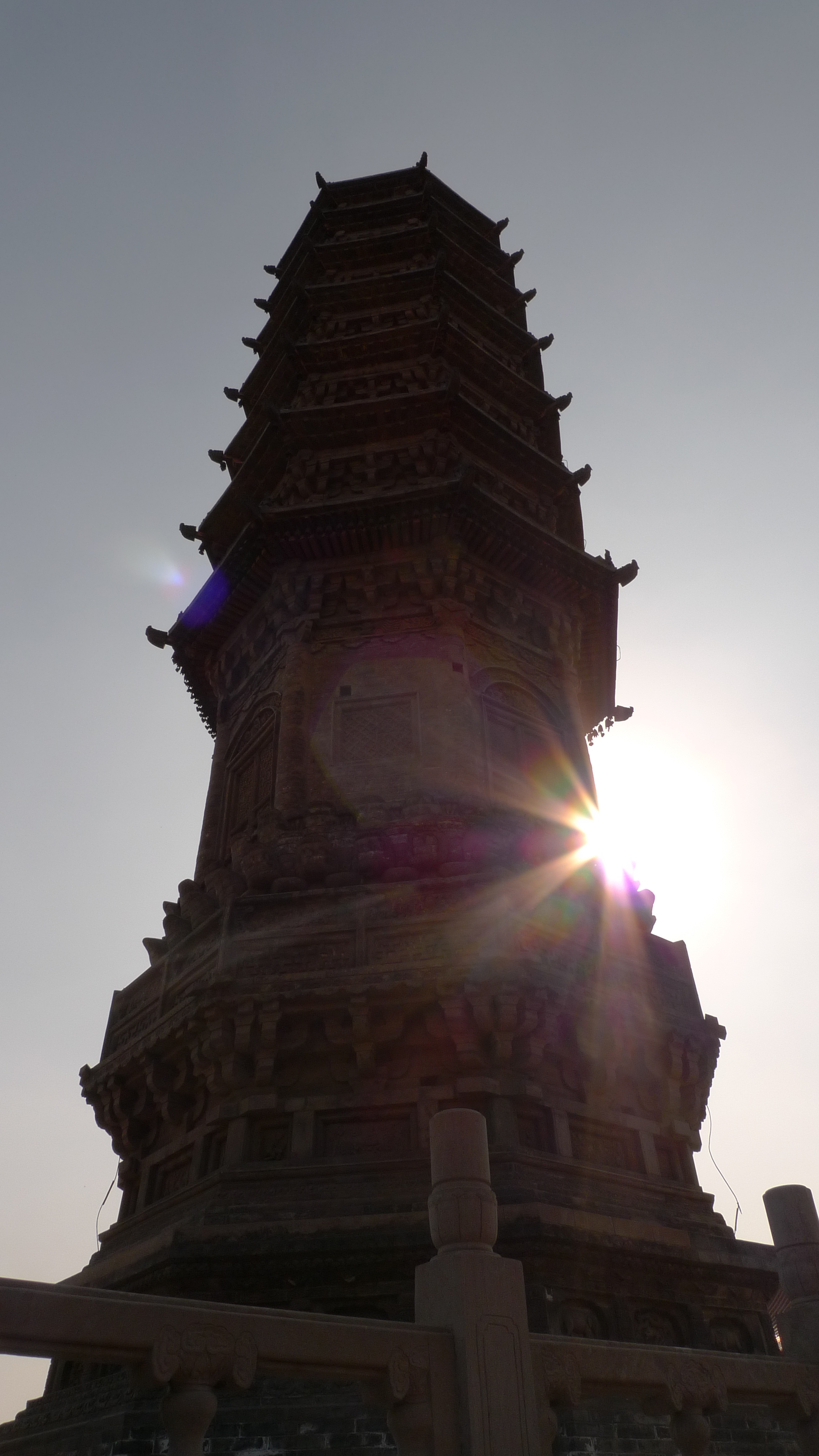
Pagoda del Temple Bailin del Comtat de Zhaoxian, Província d'Hebei Province, es va construir el 1330 durant la dinastia Yuan.

Quan Yesün Temür va morir a Shangdu el 1328, Tugh Temür va ser recordat a Khanbaliq pel comandant kiptxak El Temür. Va ser nomenat emperador (emperador Wenzong) a Khanbaliq, mentre que el fill de Yesün Temür Ragibagh succeïa al tron a Shangdu amb el suport del servidor favorit de Yesün Temür, Dawlat Shah. Aconseguint el suport dels prínceps i oficials del nord de la Xina i d'altres parts de la dinastia, Tugh Temür, amb seu a Khanbaliq, finalment va guanyar la guerra civil contra Ragibagh coneguda com la Guerra de les dues capitals. Després, Tugh Temür va abdicar a favor del seu germà Kusala, que estava recolzat per Chagatai Khan Eljigidey, i va anunciar la intenció de Khanbaliq de donar-li la benvinguda. Tanmateix, Kusala va morir sobtadament només quatre dies després d'un banquet amb Tugh Temür. Suposadament va ser assassinat amb verí per El Temür, i Tugh Temür va tornar a pujar al tron. Tugh Temür també va aconseguir enviar delegats als khanats mongols occidentals, com ara Horda d'Or i Il-kanat per ser acceptat com a sobirà del món mongol. No obstant això , va ser principalment un titella del poderós oficial El Temür durant el seu darrer regnat de tres anys. El Temür va purgar els funcionaris pro-Kusala i va portar el poder als senyors de la guerra, el domini despòtic dels quals va marcar clarament la decadència de la dinastia.
A causa del fet que la burocràcia estava dominada per El Temür, Tugh Temür és conegut per la seva contribució cultural. Va adoptar moltes mesures en honor al confucianisme i la promoció dels valors culturals xinesos. El seu esforç més concret per patrocinar l'aprenentatge xinès va ser fundar l'Acadèmia del Pavelló de l'Estrella de la Literatura (奎章閣學士院), establerta per primera vegada a la primavera de 1329. L'acadèmia era l'encarregada de recopilar i publicar una sèrie de llibres, però el seu assoliment més important va ser la compilació d'un vast compendi institucional anomenat Jingshi Dadian (經世大典). Tugh Temür va donar suport al neoconfucianisme de Zhu Xi i també es va dedicar al budisme.

#### Toghon Temür
Després de la mort de Tugh Temür el 1332 i la mort posterior de Rinchinbal (emperador Ningzong) el mateix any, el Toghon Temür (emperador Huizong) de 13 anys, l'últim dels nou successors de Kublai Khan, va ser convocat de tornada de Guangxi i el va succeir al tron. Després de la mort d'El Temür, Bayan es va convertir en un funcionari tan poderós com ho havia estat El Temür al començament del seu llarg regnat. A mesura que Toghon Temür creixia, va arribar a desaprovar el govern autocràtic de Bayan. El 1340 es va aliar amb el nebot de Bayan, Toqto'a, que estava en desacord amb Bayan, i va desterrar Bayan per cop d'estat. Amb la destitució de Bayan, Toqto'a es va apoderar del poder del tribunal. La seva primera administració va mostrar clarament un nou esperit fresc. També va donar alguns primers signes d'una nova i positiva direcció al govern central. Un dels seus projectes d'èxit va ser acabar les històries oficials de les dinasties Liao, la Jin i Song, que finalment es van completar el 1345. No obstant això, Toqto'a va renunciar al seu càrrec amb l'aprovació de Toghon Temür, marcant el final de la seva primera administració, i no va ser cridat de nou fins al 1349.

### Declivi de l'imperi
Els darrers anys de la dinastia Yuan van estar marcats per la lluita, la fam i l'amargor entre la població. Amb el temps, els successors de Kublai Khan van perdre tota influència en altres terres mongols d'Àsia, mentre que els mongols més enllà de l'Imperi Mitjà els veien massa xinesos. A poc a poc, també van perdre influència a la Xina. Els regnats dels darrers emperadors Yuan van ser curts i marcats per intrigues i rivalitats. Desinteressats en l'administració, es van separar tant de l'exèrcit com de la població, i la Xina va ser esquinçada per la dissensió i el malestar. Els proscrits van assolar el país sense la interferència dels exèrcits Yuan debilitants.
A partir de finals de la dècada de 1340, la gent del camp va patir freqüents catàstrofes naturals com sequeres, inundacions i les fams consegüents, i la manca d'una política efectiva del govern va provocar una pèrdua de suport popular. El 1351, va esclatar la revolta dels turbants vermells liderada pels fidels Song i es va convertir en un aixecament nacional.
Un líder dels turbants vermell, Han Shantong, i el seu assessor, Liu Futong, es van reclutar amb èxit entre els treballadors descontents, donant lloc a una activitat rebel explosiva. Han Shantong va ser capturat i executat, però la seva dona i el seu fill, Han Lin'er, van escapar amb Liu. Liu va establir una capital a Yingzhou i va proclamar l'establiment d'un govern dels turbants vermells. El 1354, quan Toghtogha va dirigir un gran exèrcit per aixafar els rebels dels turbants vermells, Toghon Temür el va destituir sobtadament per por de ser traït. Això va provocar la restauració del poder de Toghon Temür d'una banda i un ràpid debilitament del govern central de l'altra. Han Lin'er va ser proclamat emperador d'una dinastia Song restaurada a Bozhou el 16 de març de 1355 i l'11 de juny de 1358, Liu Futong va capturar Kaifeng, que havia estat la capital de la dinastia Song, però només va controlar-la fins que una contraofensiva de Chaghan Temur els obligués a retirar-se el 10 de setembre de 1359. La cort de Han Lin'er va fugir a Anfeng on van romandre fins que Zhang Shicheng va enviar un exèrcit contra ells el 1363.
Toghon Temür no va tenir més remei que confiar en el poder militar dels senyors de la guerra locals, i a poc a poc va perdre el seu interès per la política i va deixar d'intervenir en les lluites polítiques. Zhu Yuanzhang, antic duc i comandant de l'exèrcit dels Song del turbant vermell va assumir el poder com a emperador després de la mort de l'emperador Han Lin'er en 1368, i Toghon Temür va fugir des de Khanbaliq a Xanadú després de l'aproximació de les forces Ming. Va intentar recuperar Khanbaliq, però finalment va fracassar i en 1370 va morir a Yingchang, capturada pels Ming poc després de la seva mort.

## Dinastia Yuan del Nord
La dinastia va sobreviure a l'altiplà de Mongòlia com a dinastia Yuan del Nord. Encara que el tron va ser usurpat per Esen Taishi dels Oirats el 1453, va ser enderrocat l'any següent. Dayan Khan va recuperar el kaganat, però el territori va ser segmentat pels seus descendents. A principis del segle XVII, el clan Borjigin havia perdut gairebé tot el seu poder i després de la mort del seu pare Ligden Khan el 1634, Ejei Khan i la seva mare van ser envoltats per més de deu mil cavallers de Jin posteriors en un atac sorpresa el febrer de 1635, i Ejei i la seva mare van decidir rendir-se i es deia que havien donat el segell imperial de la Dinastia Yuan a Huang-Taiji, però els nobles Borjigin van continuar governant els seus súbdits fins al segle XX sota la dinastia Qing.

## Societat

### L'estructura social
La població estava dividida en quatre categories a nivell ètnic-geogràfic: el mongols, els semu o semuren, els han i els uigurs. A nivell socio-professional la població estava classificada en deu categories o classes socials: Oficials del Govern, funcionaris, monjos, sacerdots taoistes, metges, enginyers, artesans, prostitutes, erudits i captaires.
Els mongols van prohibir els matrimonis interètnics i els han tenien prohibida la possessió d'armes.

### Sanitat i ajuts socials
L'assistència social pública va ser reorganitzada i un edicte de 1260 va ordenar als virreis locals donar suport a les necessitats dels lletrats d'edat avançada, dels orfes, dels malalts i els infermers. Un edicte de 1271 va instituir les cases d'hospitalització i els hospicis. Regularment es feien distribucions de mill i arròs a les famílies necessitades.

### Religió

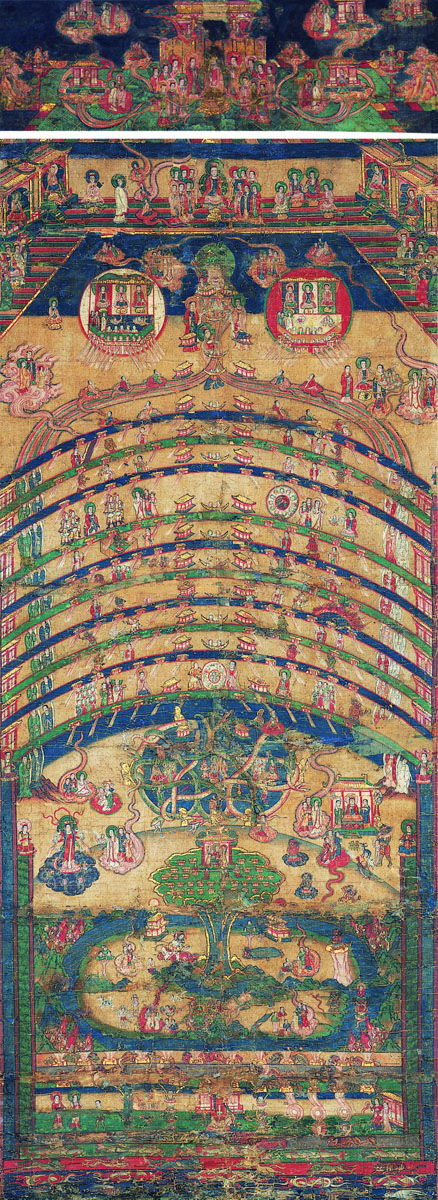
Diagrama maniqueista de l'universe, una pintura que descriu la cosmologia del període maniqueu Yuan.

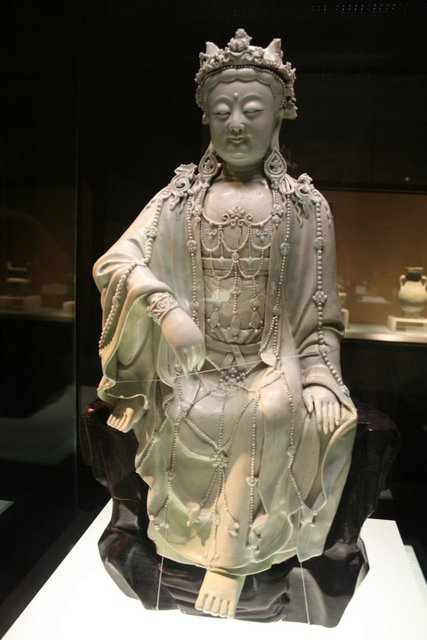
Una estàtua de porcellana Yuan Qingbai de Guanyin, un bodhisattva del budisme Mahayana.

Hi havia moltes religions practicades durant la dinastia Yuan, com ara el budisme, islam, cristianisme i maniqueisme. L'establiment de la dinastia Yuan havia augmentat substancialment el nombre de musulmans a la Xina. Tanmateix, a diferència dels khanats occidentals, la dinastia Yuan mai es va convertir a l'islam. En canvi, Kublai Khan, el fundador de la dinastia Yuan, va afavorir el budisme, especialment les variants tibetanes. Com a resultat, el budisme tibetà es va convertir en la religió oficial de facto. El departament i l'agència governamental de primer nivell coneguda com a Oficina d'Afers Budistes i Tibets (xinès: 宣政院, pinyin: Xuānzhèng Yuàn) es va establir a Khanbaliq (actual Pequín) per supervisar els monjos budistes per tot l'imperi. Com que Kublai Khan només seguia l'escola Sakya del budisme tibetà, altres escoles van esdevenir menys importants. Ell i els seus successors van mantenir un Preceptor Imperial (xinès: 帝师, pinyin: Dìshī) Sakya a la cort. Abans del final de la dinastia Yuan, 14 líders de la secta Sakya havien ocupat el càrrec de Preceptor Imperial, gaudint així d'un poder especial.:59 A més, el patrocini mongol del budisme va donar lloc a una sèrie de monuments d'art budista. Les traduccions budistes mongols, gairebé totes d'originals tibetans, van començar a gran escala després del 1300. Molts mongols de la classe alta com els jalairs i els nobles d'Oronar, així com els emperadors, també van patrocinar els erudits i institucions confucianistes. Un nombre considerable d'obres històriques confucianistes i xineses van ser traduïdes al mongol.
Al mateix temps que els mongols importaven musulmans de l'Àsia central per servir com a administradors a la Xina, els mongols també van enviar hans i khitans de la Xina per servir com a administradors de la població musulmana a Bukhara a l'Àsia central, utilitzant estrangers per reduir el poder dels pobles locals d'ambdues terres.
Genghis Khan i els següents emperadors Yuan van prohibir pràctiques islàmiques com la carnisseria Halal, forçant els mètodes mongols de carnisseria d'animals als musulmans i altres graus restrictius van continuar. Els musulmans havien de sacrificar ovelles en secret.:24 Genghis Khan va anomenar directament els musulmans i els jueus "esclaus" i va exigir que seguissin el mètode mongol de menjar en lloc del mètode halal. La circumcisió també estava prohibida. Els jueus també van ser afectats i els mongols els van prohibir menjar kosher.
Els musulmans de la classe semu es van revoltar contra la dinastia Yuan a la Rebel·lió Ispah, però la rebel·lió va ser aixafada i els musulmans van ser massacrats pel comandant lleial Yuan Chen Youding. Algunes comunitats musulmanes tenien el nom en xinès que significava "barraques" i també significava "gràcies"; molts musulmans afirmen que és perquè van tenir un paper important en enderrocar els mongols i va ser nomenat com a gràcies pels xinesos han per ajudar-los.
Durant la conquesta Ming de Yunnan, els generals musulmans Mu Ying i Lan Yu van dirigir les tropes musulmanes lleials a la dinastia Ming contra les tropes mongoles i musulmanes lleials a la dinastia Yuan.:34
Es van trobar estàtues hindús a Quanzhou que daten del període Yuan.